# Tyukoss János
Tyukoss Evangélista János (Érsekújvár, 1870. december 24. – Pozsonypüspöki, 1948. április 8.) esperes-plébános, csehszlovákiai magyar politikus.

## Élete
Tanulmányait Érsekujvárt, Pozsonyban, Esztergomban és Budapesten végezte, 1893-ban szentelték pappá. Nagykéren káplán, 1895-ben Nagysárón kisegítő. 1896-tól Pozsonyban gróf saárdi Somssich Imre (1843–1914) családjánál nevelő és hitoktató. 1898-tól Pozsonyban az evangélikus gimnázium hittanára. 
1901-ben a teológia doktora lett. Ugyanebben az évben Pozsonypüspökiben lett plébános, majd 1911-től esperes és az elemi iskolák tanfelügyelője. Az 1924-ben címzetes pápai káplán és egyházmegyei cenzor. 1932-től kerületi esperes és képviselőtestületi tag.
1919 után az Országos Keresztényszocialista Párt papi szárnyának egyik vezetője. Ellenezte a magyar pártok 1936-os egyesítését. A csehszlovák kormány által támogatott Magyar Katolikus Tanács megalapítója, amelynek célja a párt befolyásának csökkentése a magyar katolikusok körében. 
A Villa Lisieux ótátrafüredi jótékony üdülőtelep igazgatója és a Mozsny árvaház kuratóriumának elnöke volt. A Katholikus Nagybizottság ügyvezető igazgatója, illetve több társadalmi egyesület tagja. Missziónak tekintette a gyermekek keresztény szellemű és anyanyelvi művelését. 1906-ban új iskolát építtetett Pozsonypüspökin, 1908-ban óvodát, majd zárdát alapított. 1928-ban a csehszlovákiai magyar katolikusok nevében írt emlékirat szerzője volt. 1937-ben sajtóhadjárat indult ellene, mivel állítólag a gyerekek szlovák iskolába való beíratását akadályozta. Az 1938-as belpolitikai válság idején a magyar egyesületek képviseletében közvetítő szerepet vállalt. 
1887-1897 között az Oktató Néplap, majd 1898-1899 között az Országos Néplap szerkesztője. Versei jelentek meg az Alkotmányban és a Magyar Szemlében. Pozsonypüspökiben a Plébániai Tudósító felelős kiadója.

## Művei
- 1904 Szűz Mária élete. Kantáta Piel P.-től. Pozsony (fordítás).
- 1935–1937 Vasárnapi kenyér I–III. (evangéliumi magyarázatok)